# East Side (Manhattan)
El East Side of Manhattan o Lado Este de la Isla de Manhattan es la parte oriental de la isla de Manhattan, separada de Long Island (y, por consiguiente, de los condados de Brooklyn y Queens) por el río Este y del Bronx, por el río Harlem. La Quinta Avenida, Central Park y la parte baja de Broadway lo separan del West Side (Lado Oeste). 
Los principales barrios del East Side incluyen (de norte a sur) East Harlem, Yorkville, Upper East Side, Midtown, East Village y Lower East Side. La principales arterias que recorren el East Side son el Franklin D. Roosevelt East River Drive y el Harlem River Drive. La zona es abastecida por la línea East Side y líneas de autobuses.